# 2005 en Côte d'Ivoire
Cet article présente les faits marquants de l'année 2005 en Côte d'Ivoire.

## Évènements

### Janvier
- 11 janvier : Thabo Mbeki, président de l'Afrique du Sud, mandaté par l'Union africaine s'est rendu à Yamoussoukro, capitale politique de la Côte d'Ivoire afin d'assister au conseil des ministres. Les ministres de Forces nouvelles (mouvement de la rébellion) n'ont pas assisté à ce conseil. Selon l'Agence France-presse (AFP), leur absence a été interprétée comme « un signe de mécontentement contre les conclusions de ce sommet, qui a reconnu au président Laurent Gbagbo le droit d'aller au référendum pour adopter la révision de l'article 35 de la Constitution sur les conditions d'éligibilité à la présidence de la République ».

- 22 janvier : l'Opération des Nations unies en Côte d'Ivoire (ONUCI) a autorisé le gouvernement ivoirien à réparer son aviation détruite le 6 novembre 2004 par les militaires français de l'opération Licorne, sans qu'il soit possible de la réarmer. Guillaume Soro, secrétaire général des Forces nouvelles considère que « c'est un acte grave par rapport au processus de paix ».

- 23 janvier :
  - Au cours d'une conférence de presse à Bouaké, Guillaume Soro, secrétaire général des Forces nouvelles a déclaré : « Pour qu'il y ait désarmement, il faut un environnement de confiance. On ne désarme pas dans la méfiance encore moins dans la défiance ».
  - Le président sud-africain Thabo Mbeki a reçu  à Pretoria des représentants de l'opposition ivoirienne afin de discuter du processus de paix. Alassane Dramane Ouattara, candidat du Rassemblement des républicains (RDR) et Lambert Kouassi Konan, vice-président du Parti démocratique de Côte d'Ivoire (PDCI) ont d'abord été reçu, avant Guillaume Soro, chef de la rébellion des Forces nouvelles. Alassane Dramane Ouattara a fait part de son souhait que l’élection présidentielle prévue en octobre 2005 soit organisée par les Nations unies afin qu'elles « ne soient contestées par personne ».

### Février
- 1er février : le conseil de sécurité des Nations unies a adopté à l'unanimité une résolution présentée par la France renforçant l'efficacité de l'embargo sur les armes. Cette résolution 1584 autorise les casques bleus de l'Opération des Nations unies en Côte d'Ivoire (Onuci) et les soldats français de l'opération Licorne à inspecter sans préavis les cargaisons des avions et de tout véhicule de transport utilisant les ports, aéroports, champs d'aviation, bases militaires et postes frontières. Pascal Affi N'Guessan, président du Front populaire ivoirien, le parti du président Laurent Gbagbo, a déclaré être surpris et déçu par cette mesure qu'il qualifie de « provocation inutile ».

### Mars
- 24 mars : le secrétaire général des Nations unies, dans un rapport sur la situation en Côte d'Ivoire, indique qu'« en dépit des efforts méritoires que le Président Mbeki a entrepris au nom de l'Union africaine et des perspectives encourageantes qu'ouvre le plan d'action de l'Union africaine, le pays reste effectivement divisé ». Il s'inquiète du déclin économique du pays, de la persistance des violations des droits de l'Homme, du non désarmement des miliciens et des combattants des Forces nouvelles. Craignant une confrontation grave dans le pays, il déclare : « Il existe un réel danger de voir la situation devenir incontrôlable, cette évolution pouvant entraîner des conséquences incalculables pour la population ivoirienne et la sous-région dans son ensemble ».

- Quatre partis politiques de l'opposition, le Parti démocratique de Côte d'Ivoire (PDCI), le Rassemblement des républicains (RDR), l'Union pour la démocratie et la paix en Côte d'Ivoire (UDPCI) et le Mouvement des forces d'avenir (MFA) ont, dans une déclaration commune, demandé « avec insistance au Conseil de sécurité de l'ONU le renouvellement du mandat de la Force Licorne et son maintien en Côte d'Ivoire jusqu’à la fin du processus électoral, en appui aux Forces de l'ONU ». Ils ont exprimé leur soutien à la médiation entamé par Thabo Mbeki, président de l'Afrique du Sud et demandé aux Forces nouvelles de s'inscrire dans le processus de paix.

- 31 mars : dans un rapport, l'organisation de défense des Droits de l'Homme Human Rights Watch (HRW) indique que plusieurs « centaines de combattants du Libéria récemment démobilisés, dont de nombreux enfants de moins de 18 ans » ont été recrutés par le gouvernement ivoirien depuis le début de la guerre civile.

### Avril
- 4 et 5 avril : Thabo Mbeki, président de l'Afrique du Sud et médiateur mandaté par l'Union africaine pour la guerre civile en Côte d'Ivoire a réuni les 4 et 5 avril à Pretoria les différents protagonistes du conflit : le président Laurent Gbagbo, le premier ministre Seydou Diarra, Guillaume Soro (Forces nouvelles), Alassane Ouattara (Rassemblement des républicains), Henri Konan Bédié (Parti démocratique de Côte d'Ivoire). Un accord de fin des hostilités a été conclu qui prévoit le désarmement des forces rebelles et des différentes milices progouvernementales. La question sur l'éligibilité à la présidence de la République n'a pu être tranchée. Thabo Mbeki se donne une semaine pour faire des propositions, après avoir consulté Olusegun Obasanjo, président nigérian et président de l'Union africaine et Kofi Annan, secrétaire général de l'ONU. L'élection présidentielle reste prévue pour octobre 2005. Laurent Gbagbo s'est félicité de cet accord, tout comme l'Union africaine, dont le président de la commission Alpha Oumar Konaré a félicité la médiation de Thabo Mbeki. Guillaume Soro a annoncé le retour imminent au gouvernement des ministres membres des Forces nouvelles.

### Octobre
- 30 octobre : l’élection présidentielle prévue pour mettre un terme au processus de paix issu des accords de Marcoussis devait se dérouler. Elle est reportée. Le Président Laurent Gbagbo a déclaré qu’il se maintiendra en tant que président alors que l’opposition réclame son départ. Le Conseil de sécurité des Nations unies accepte le maintien pour une durée d'un an maximum du président qui doit nommer un nouveau premier ministre acceptable par tous qui nommera un gouvernement d'unité chargé d'organiser des élections générales.

### Décembre
- 4 décembre : Charles Konan Banny, gouverneur de la Banque centrale des États de l'Afrique de l'ouest (BCEAO), est désigné comme Premier ministre de la Côte d'Ivoire par les médiateurs Olusegun Obasanjo, président de l’Union africaine et du Nigeria et Thabo Mbeki, président de l’Afrique du Sud, à l'issue de leur visite à Abidjan.
- 15 décembre : le Conseil de sécurité des Nations unies a adopté une résolution prorogeant jusqu’au 15 décembre 2006 certaines dispositions de la résolution 1572 adoptée le 15 novembre 2004, notamment l’embargo sur les ventes d’armes à destination de la Côte d’Ivoire et les sanctions contre les personnes entravant le processus de paix. La nouvelle résolution instaure également un embargo contre l’importation de diamant en provenance de Côte d’Ivoire.
- 27 décembre : la rébellion ivoirienne des Forces nouvelles (FN) menace, de ne pas siéger dans le gouvernement de transition dirigé par Charles Konan Banny si le Front populaire ivoirien (FPI) du président Laurent Gbagbo obtenait les trois ministères des Finances, de la Défense et de la Sécurité.
- 28 décembre : le Premier ministre Charles Konan Banny a formé son gouvernement d'unité nationale avec 32 ministres issus du parti présidentiel le Front populaire ivoirien, des partis de l’opposition, le Parti démocratique de Côte d'Ivoire (PDCI) et le Rassemblement des républicains ainsi que des rebelles des Forces nouvelles.